# Ants Laikmaa
Ants Laikmaa (Vigala, 5 mei 1866 - Taebla, 19 november 1942) was een Estse schilder en wordt beschouwd als een van de belangrijkste Estse kunstenaars aan het begin van de 20e eeuw. Hij was tevens oprichter van de eerste kunstopleiding in Estland, de Ants Laikmaa Atelieropleiding.
Laikmaa is vooral bekend om zijn pastelschilderijen. Hij wordt beschouwd als de schilder die het impressionisme naar Estland bracht en hij schilderde vaak landschappen met levendige kleuren. Daarnaast is hij bekend om zijn portretten van intellectuelen en kunstenaars uit Estland. Hij was politiek actief en zette zich in voor de ontwikkeling en promotie van de Estse kunst. Zo was hij medeoprichter van het Estse Kunstgenootschap (Eesti Kunstiselts) en speelde hij een belangrijke rol bij de oprichting van het Estse Nationaal Museum (Eesti Rahva Muuseum) in Tartu.
Laikmaa had ook een sterke band met de Estse dichteres Marie Under, met wie hij in 1904 een liefdesrelatie begon. Hij schilderde twee bekende portretten van haar, die tot zijn meest beroemde werken behoren. Gedurende zijn carrière reisde Laikmaa veel en maakte hij studiereizen naar België, Frankrijk, Oostenrijk, Finland en Nederland. 
In 1932 sloot Laikmaa zijn atelieropleiding en vestigde hij zich op zijn boerderij in Kadarpiku, nabij Taebla in Estland. Daar bleef hij werken tot aan zijn overlijden op 19 november 1942. Laikmaa bleef ongehuwd en kreeg een dochter genaamd Aino Marie. 

## Museum
Zijn boerderij werd in 1960 geopend als museum. Het toont het gebouw in de stijl van Nationale Romantiek, dat door de kunstenaar zelf is ontworpen. Het museum omvat de studio, werk- en woonruimtes van Ants Laikmaa, samen met een aangrenzend park en zijn laatste rustplaats.
- Gemeinsame Normdatei: 124681565
- International Standard Name Identifier: 0000 0000 6681 1966
- Library of Congress Control Number: n92083554
- Nationale Bibliotheek van Letland: 000007238
- Système universitaire de documentation: 06730690X
- Union List of Artist Names: 500120527
- Virtual International Authority File: 25543097
- WorldCat: E39PBJfCqhG7JBqcpVpGvyj9jC